# 桃花街道
桃花镇是中华人民共和国江西省南昌市西湖区下辖的一个乡镇级行政单位。

## 行政区划
桃花镇下辖以下地区：
市场社区、大桥社区、桃花社区、康桥社区、渔业村、三村、五村、十里村、观洲村、老洲村、大脊村、一村、三角村、十里庙村、观鱼村、雷池村和洪城大市场委会。